# Beverly Sills
Beverly Sills (Nova Iorque, 25 de maio de 1929 – Nova Iorque, 2 de julho de 2007) foi uma soprano norte-americana destacada especialmente em óperas do bel canto e do romantismo francês e italiano. Manteve atividade entre as décadas de 1950 e 1970. Ela teve uma única grande rival em sua carreira: a poderosa soprano australiana Joan Sutherland, por causa do estilo bel canto. Sills é considerada uma das maiores sopranos do século XX e a cantora de ópera mais popular dos Estados Unidos,recebendo o titulo de ''Rainha da Ópera Americana''.
Teve um vasto repertório, indo de Georg Friedrich Händel e Wolfgang Amadeus Mozart até Giacomo Puccini, Jules Massenet, Richard Wagner e Giuseppe Verdi, sendo mais conhecida por suas performances de coloratura em óperas ao vivo e gravações. Sills teve uma forte relação com as óperas de Gaetano Donizetti, das quais ela interpretou e gravou muitos papéis. Seus papéis mais memoráveis são de Lucia di Lammermoor de Donizetti, Manon de Massenet, Marie em La fille du régiment de Donizetti, as Três Heroínas em Les contes d'Hoffmann de Jacques Offenbach, Rosina em Il barbiere di Siviglia de Gioacchino Rossini, Violetta em La traviata de Verdi e mais notavelmente Elisabetta em Roberto Devereux.
Após se retirar dos palcos, em 1980, ela tornou-se a administradora da Ópera da Cidade de Nova Iorque. Em 1994 ela tornou-se presidente do conselho do Lincoln Center e do Metropolitan Opera em 2002, saindo do cargo em 2005.

## Biografia
Sills nasceu Belle Miriam Silverman no Brooklyn, Nova Iorque, Estados Unidos. Filha de Shirley Bahn (nascida Sonia Markovna), uma musicista e Morris Silverman, um corretor de seguros. Seus pais eram imigrantes judeus de Odessa, Ucrânia (atual Rússia) e Bucareste, Romenia. Ela crescu no Brooklyn, onde ela era conhecida como "Bubbles" Silverman pelos amigos. Quando criança, ela falava Iídiche, russo, romeno, francês e inglês. Ela estudou na Escola Erasmus Hall no Brooklyn, como também na Escola das Crianças Profissinais em Manhattan.

## Carreira
Aos três anos de idade, Sills vendeu o concurso "Bebê Mais Bonito", onde ela cantou "O casamento de Jack e Jill". Começando aos quatro anos de idade, ela apresentou-se profissionalmente nas manhãs de sábado num programa de rádio, o "Rainbow Horse", como "Bubbles" Silverman. Sills começou a ter lições de canto com Estelle Liebling aos sete anos e um ano depois ela cantou em um curto filme, Uncle Sol Solves It, no qual ela adotou o nome artístico que levaria para a vida, Beverly Sills. Liebling encorajou-a a realizar audições para a Major Bowe's Amateur Hour na CBS Radio em 26 de outubro de 1939 aos dez anos de idade. Com a vitória, Bowes a convidou para aperecer no Capitol Family Hour, um show semanal de variedade. Sua primeira aparição foi em 19 de novembro de 1939, no 17º aniversário do programada.

### Carreira Profissional
Em 1945, Sills fez sua estreia profissional com companhia de Gilbert e Sullivan, produzido por Jacob J. Shubert, aparecendo em doze cidades nos Estados Unidos e Canadá, oferecendo sete diferentes óperas de Gilbert e Sullivan. Em sua autobiografia de 1987, ela disse que a turnê a ajudou a desenvolver seu lado cômico e perder a timidez, ela disse: "Eu interpretei o papel título em Patience e amei a personagem, porque Patience é muito engraçada...". Sills apresentou-se em óperas cômicas por mais alguns anos.
Em 9 de julho de 1946, Sills apareceu em um show de talentos de uma rádio. Ela cantou sob o pseudônimo de "Vicki Lynn", como ela ainda estava sob o contrato de Shubert.
Em 1947 ela fez sua estreia operística como Frasquita em Carmen, ópera de Georges Bizet, com a Companhia da Grande Ópera Cívica da Filadélfia. Ela fez uma turnê pela América do Norte com a Companhia de Ópera Charles Wagner, no outono de 1951, cantando Violetta de La traviata (Giuseppe Verdi) e em 1952 candando Micaëla de Carmen. Em 15 de setembro de 1953, ela fez sua estreia com a Ópera de São Francisco como Helen em Mefistofele de Arrigo Boito e também cantou Dona Elvira em Don Giovanni (Wolfgang Amadeus Mozart) na mesma temporada. Ela também apresentou-se quatro vezes no papel título de Aida em julho de 1954 em Salt Lake City. No dia 29 de outubro de 1955 ela fez sua primeira aparição na Ópera da Cidade de Nova Iorque como Rosalinde na ópera Die Fledermaus de Johann Strauss II. No começo de 1956 ela apresentou-se para mais de 13 mil pessoas no Lewisohn Stadium, com o notável maestro Alfredo Antonini em uma área da ópera I Puritani de Vincenzo Bellini. Sua reputação expandiu-se tano com sua performance que ela acabou cantando o papel-título da premiere nova-iorquina de The Ballad of Baby Doe de Douglas Moore, em 1958.
Em 17 de novembro de 1956, Sills casou-se com o jornalista Peter Greenough, de Cleveland, Ohio e mudou-se para Cleveland com ele. Eles tiveram dois filhos, Meredith em 1959 e Peter em 1961.
Em 1960, Sills e sua família foram para Massachusetts, perto de Boston. Em 1962 Sills cantou o papel título de Manon de Jules Massenet com a Companhia de Ópera de Boston, o primeiro de muitos papéis que cantou ao convite de Sarah Caldwell. Em janeiro de 1964 ela cantou pela primeira vez o papel de Rainha da Noite de Die Zauberflöte de Mozart para Caldwell.

### O Pico
Em 1966, a Ópera da Cidade de Nova Iorque reviveu a ópera esquecida de Georg Friedrich Händel, Giulio Cesare (com Norman Treigle como Cesar) e a performance de Sills como Cleopatra fez com que ela virasse uma estrela da ópera internacional. Sills também fez sua estreia "não-oficial" no Metropolitan Opera House no programa "Ópera nos Parques", como Donna Anna de Don Giovanni. Nas seguintes temporadas da Ópera da Cidade de Nova Iorque, Sills também conseguiu grandes sucessos nos papeis de Rainha de Shemakha em The Golden Cockerel de Nikolai Rimsky-Korsakov, o papel título de Manon, como Lucia di Lammermoor de Gaetano Donizetti e como Suor Angelica, Giorgetta e Lauretta em Il trittico de Giacomo Puccini.
Em 1969, Sills cantou Zerbinetta na premiere americana (em uma versão de concerto) da versão de 1912 de Ariadne auf Naxos de Richard Strauss, com a Orquestra Sinfônica de Boston. Sua performance foi muito aclamada, principalmente na ária "Grossmächtige Prinzessin", onde cantou a nota alta original. O segundo maior evento do ano em sua carreira, foi sua estreia como Pamira em Le siège de Corinthe (Rossini) no Teatro alla Scala de Milão.
Em 1971 a revista Time trouxe uma matéria descrevendo Sills como "A raina da ópera americana". O título foi apropriado, já que Sills limitou-se ao território americano, graças a problemas familiares. Suas maiores aparições extra-continentais incluem o Covent Garden em Londres, Teatro alla Scala em Milão, Teatro La Fenice em Veneza, a Ópera Estatal de Viena, o Teatro Beaulieu na Suíça e concertos em Paris. Na América do Sul, ela cantou em casas de óperas em Buenos Aires e Santiago, um concerto no Peru e aparições em produções na Cidade do México, incluindo Lucia di Lammermoor com o tenor Luciano Pavarotti.
Sills só debutou no palco do Metropolitan Opera House em 1975 como Pamira, recebendo 18 minutos de aplausos ininterruptos. Sua voz então estava já no final do seu apogeu, mas ela voltou a cantar em La Traviata, Lucia di Lammermoor, Thaïs e Don Pasquale.

## Últimos Anos e Morte
Em 1978, Sills anunciou que sua retirada da ópera aconteceria dia 27 de outubro de 1980, em uma apresentação de gala na Ópera da Cidade de Nova Iorque. Na primavera de 1979, ela começou a trabalhar como vice diretora da Ópera e tornou-se a diretora geral na temporada de outono do mesmo ano, um posto que ocupou até 1989, quando foi para o conselho da companhia, permanecendo até 1991.
De 1994 até 2002 ela foi presidente do Lincoln Center. Em outubro de 2002 ela serviu como presidente do conselho do Metropolitan Opera, do qual ela já fazia parte desde 1991. Ela renunciou ao cargo em janeiro de 2005, citando sua família como a principal razão.
No dia 8 de junho de 2007 a CNN noticiou que a soprano estava hospitalizada com uma "grave doença", um Câncer de pulmão. Com sua filha ao lado de sua cama, Beverly Sills faleceu em 2 de julho de 2007 aos 78 anos de idade.
O The New York Times a considerou a cantora de ópera mais popular nos Estados Unidos desde Enrico Caruso (1873-1921).

## Honras e Prêmios
Sills recebeu muitas honrarias e prêmios a partir da década de 1970 até o final da sua vida. Aqui estão a lista dos maiores, dividido por categoria:
- Indicações ao Grammy Award
  - 1969 - Cenas e Árias de Óperas Francesas;
  - 1970 - Árias de Mozart e Strauss;
  - 1976 - Música de Victor Herbert (Vencedora)

- Indicações ao Emmy Award
  - 1975 - Perfil na Música: Beverly Sills (Vencedora);
  - 1977 - Sills e Burnett no Met;
  - 1978 - Estilo de Vida com Beverly Sills (Vencedora);
  - 1980 - Beverly Sills in Concert;
  - 1981 Grande Performances: Beverly!

- Doutorados:
  - 1972 - Universidade de Temple
  - 1973 - Universidade de Nova Iorque
  - 1973 - Conservatório de Música da Nova Inglaterra
  - 1974 - Universidade de Harvard
  - 1975 - Instituto de Artes da Califórnia

- Prêmios por Caridade e Trabalhos Humanitários
  - 1979 - Prêmio Pearl S. Buck
  - 1980 - Medalha Presidencial da Liberdade
  - 1981 - Medalha da Distinção do Colégio Barnard
  - 1984 - Medalha de Ouro do Instituto Nacional de Ciências Sociais